# 머내시 소가바레

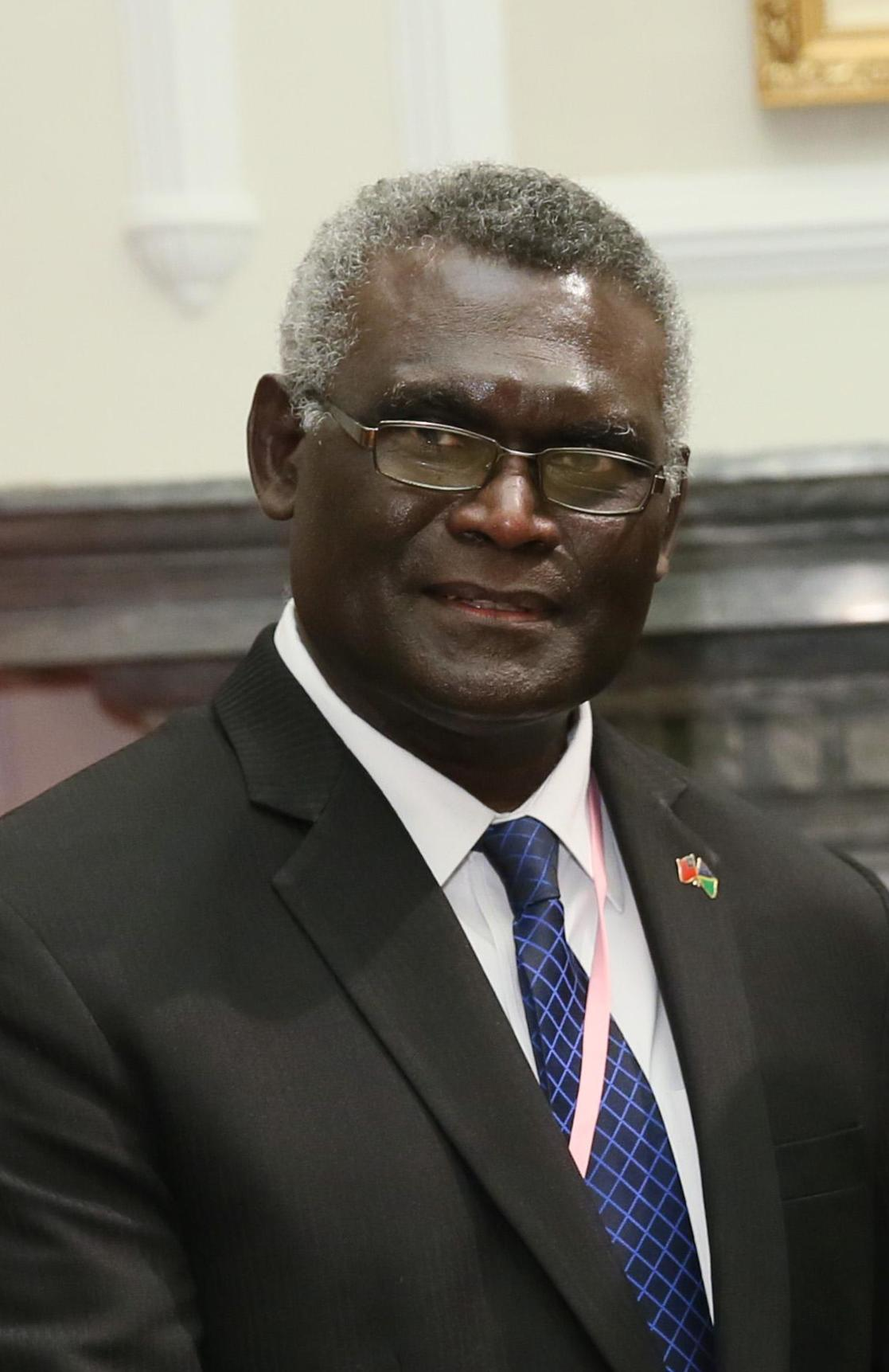
머내시 소가바레 (2016년)

머내시 다무카나 소가바레(Manasseh Damukana Sogavare, 1955년 1월 17일)는 솔로몬 제도의 정치인으로 2019년 4월 24일부터 총리를 맡고 있다. 2000년~2001년, 2006~2007년, 2014년~2017년 총리직을 맡아왔다. 총리직을 수행하기 전, 소가바레는 1997년부터 국회에서 이스트 슈아절 (East Choiseul)의원으로 활동했다.

## 어린 시절
제칠일안식일예수재림교회인 소가바레는 1955년 1월 17일 파푸아뉴기니 오로주 포폰데타에서 솔로몬 제도 슈아절섬의 선교사 부모 사이에서 태어났다. 그에게는 네 명의 형 모세, 삼손, 요한, 야곱이 있다. 말년에, 마나세와 그의 형 야곱은 솔로몬 제도로 이사했다.

## 초기 경력
소가바레는 1994년 2월부터 1996년 10월까지 재무부의 상임이사관을 지냈다. 국회의원에 당선되기 전에는 국토세무청장, 솔로몬 제도 중앙은행장, 솔로몬 제도 국립 프로비던트 기금 회장을 역임했다. 그는 1997년 8월 6일 선거에서 이스트 슈아절에서 국회의원으로 처음 당선되었다.

## 교회 헌납
소가바레는 그의 아버지 사가바레 로코를 추모하기 위해 소가바레 기념 제칠일안식일예수재림교회를 바쳤다.